# Quintus Fabius Maximus Allobrogicus
Quintus Fabius Maximus Allobrogicus was een Romeins politicus en generaal. 
Hij was een lid van de oude patricische gens Fabia, die al veel belangrijke politieke functies hadden bekleed. Zijn vader Quintus Fabius Maximus Aemilianus was consul in 145 v.Chr. In 121 v.Chr. werd Quintus Fabius zelf tot consul verkozen. Hij trok in Gallië ten strijde tegen de Allobroges en de Arverni die ongeveer in het huidige Auvergne woonden. Beide stammen werden verslagen en Quintus Fabius mocht daarop in Rome een spectaculaire triomftocht houden, waarbij hij de gevangen koning Bituitus van de Arverni, gekleed in zijn zilveren harnas, door de straten meevoerde. Als overwinnaar van de Allobroges kreeg hij het agnomen Allobrogicus.
Uit de opbrengst van de geroofde goederen liet hij vervolgens de Boog van Fabius bouwen op het Forum Romanum, ter herinnering aan zijn daden. 
Hij stond bekend als een goed spreker en geletterd man. Na de dood van zijn oom Scipio Aemilianus in 129 v.Chr. gaf Fabius een banket aan de burgers van Rome en sprak de lijkrede uit ter ere van de overleden generaal.